# Mückeïta
La mückeïta és un mineral de la classe dels sulfurs, que pertany i dona nom al grup de la mückeïta. Rep al seu nom en honor del mineralogista alemany Arno Mücke.

## Característiques
La mückeïta és un sulfur de fórmula química NiCu(Bi,Sb)S₃. Cristal·litza en el sistema ortoròmbic en cristalls euèdrics i subèdrics, d'1 mm, tabulars en {010}, allargats en [001], exhibint {100}, {010}, {001}, {101}. La seva duresa a l'escala de Mohs és 3,5. És l'anàleg mineral amb níquel de la malyshevita.
Segons la classificació de Nickel-Strunz, la mückeïta pertany a «02.GA: nesosulfarsenats, nesosulfantimonats i nesosulfbismutits sense S addicional» juntament amb els següents minerals: proustita, pirargirita, pirostilpnita, xantoconita, samsonita, skinnerita, wittichenita, lapieïta, malyshevita, lisiguangita, aktashita, gruzdevita, nowackiïta, laffittita, routhierita, stalderita, erniggliita, bournonita, seligmannita i součekita.

## Formació i jaciments
La mückeïta va ser descoberta a la mina Grüneau, a Schutzbach, (Renània-Palatinat, Alemanya). Es tracta de l'únic indret on ha estat trobada aquesta espècie mineral.
Ha estat trobada associada amb els següents minerals: lapieïta, mil·lerita, bismutinita, esfalerita, aikinita i polidimita.